# Корови
Корови (серб. Корови) — населенный пункт в общине Србац, который принадлежит энтитету Республике Сербской, Босния и Герцеговина. По результатам югославской переписи населения 1991 года в Корови проживало 534 человека.

## Население
| 1948                           | 1953 | 1961 | 1971 | 1981 | 1991 | - |
| ------------------------------ | ---- | ---- | ---- | ---- | ---- | - |
| 481                            | 492  | 552  | 563  | 544  | 334  | - |
| Гистограмма динамики населения |      |      |      |      |      |   |